# 七都街道
七都街道是中华人民共和国浙江省温州市鹿城区下辖的一个街道办事处。
原为七都镇，2011年4月，改为七都街道。

## 行政区划
七都街道下辖以下村级行政区划单位：
江都社区、老涂村、吟州村、前沙村、板桥村、樟里村和上沙村。